# Rigsarkivet

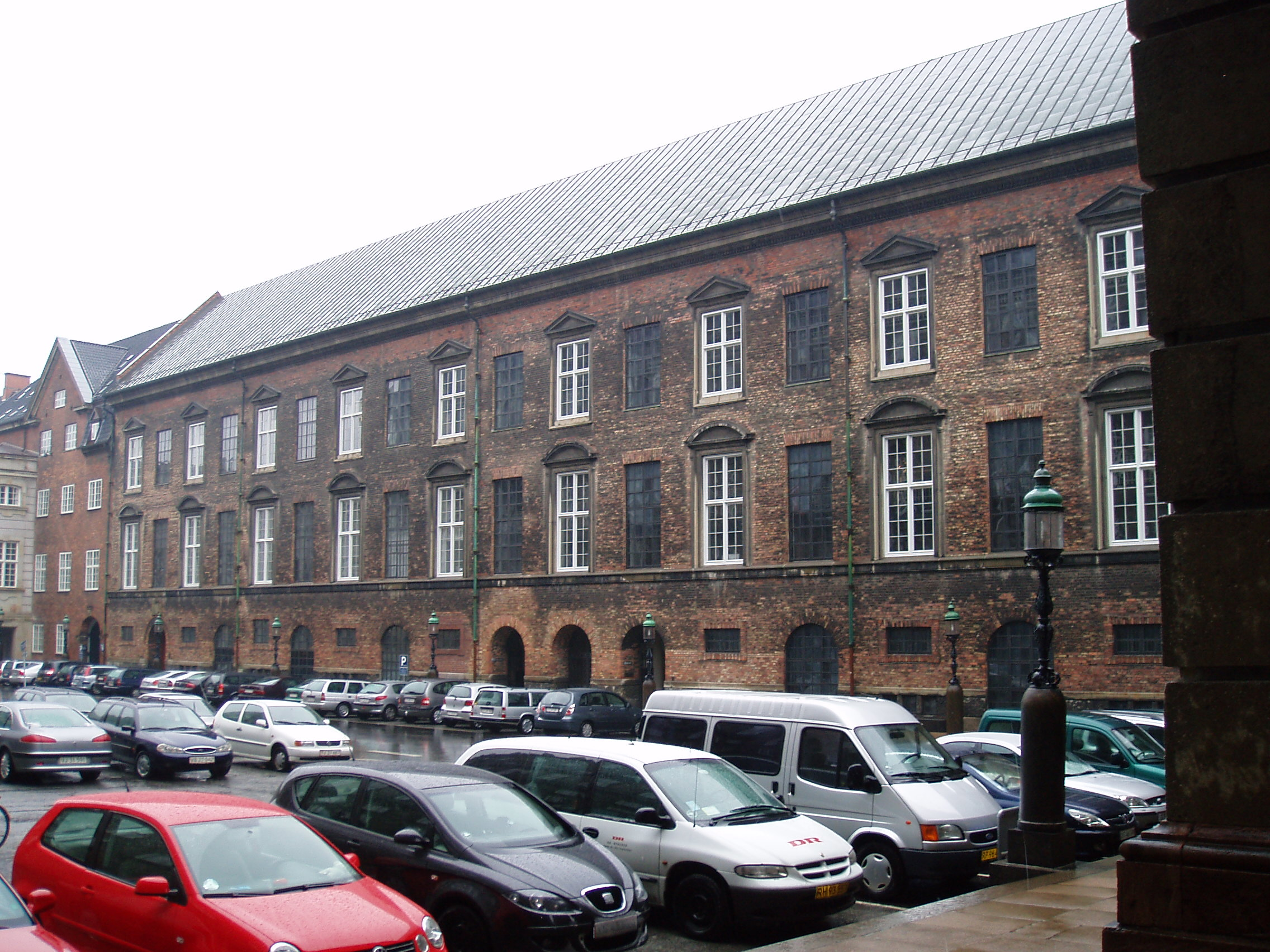
Rigsarkivet i Köpenhamn

Rigsarkivet i Köpenhamn är ett arkiv som samlar in arkivalier från de centrala danska myndigheterna (ministerier, styrelser, försvarsmakten m.fl.). Därutöver samlas arkivalier från privatpersoner och organisationer, om deras innehåll anses vara av bestående värde. Arkivet bildades 1889 genom en sammanläggning av Gehejmearkivet och Kongerigets arkiv. Rigsarkivet är en del av Statens Arkiver.
Rigsarkivet är beläget på Slotsholmen i centrala Köpenhamn, och har även ett magasin i Glostrup.